# Nossen-Riesaer Eisenbahn-Compagnie
Die Nossen-Riesaer Eisenbahn-Compagnie GmbH (NRE) ist ein Eisenbahninfrastrukturunternehmen aus Nossen in Mittelsachsen. Sie betreibt die Bahnstrecke Riesa–Nossen und den Abschnitt Döbeln Hbf–Meißen-Triebischtal der Bahnstrecke Borsdorf–Coswig. Mit dem Streckenteil Nossen–Freiberg („Zellwaldbahn“) der Bahnstrecke Nossen–Moldava, den sie 2023 übernahm, bewirtschaft die NRE inzwischen alle Strecken des Bahnknotens Nossens.

## Geschichte

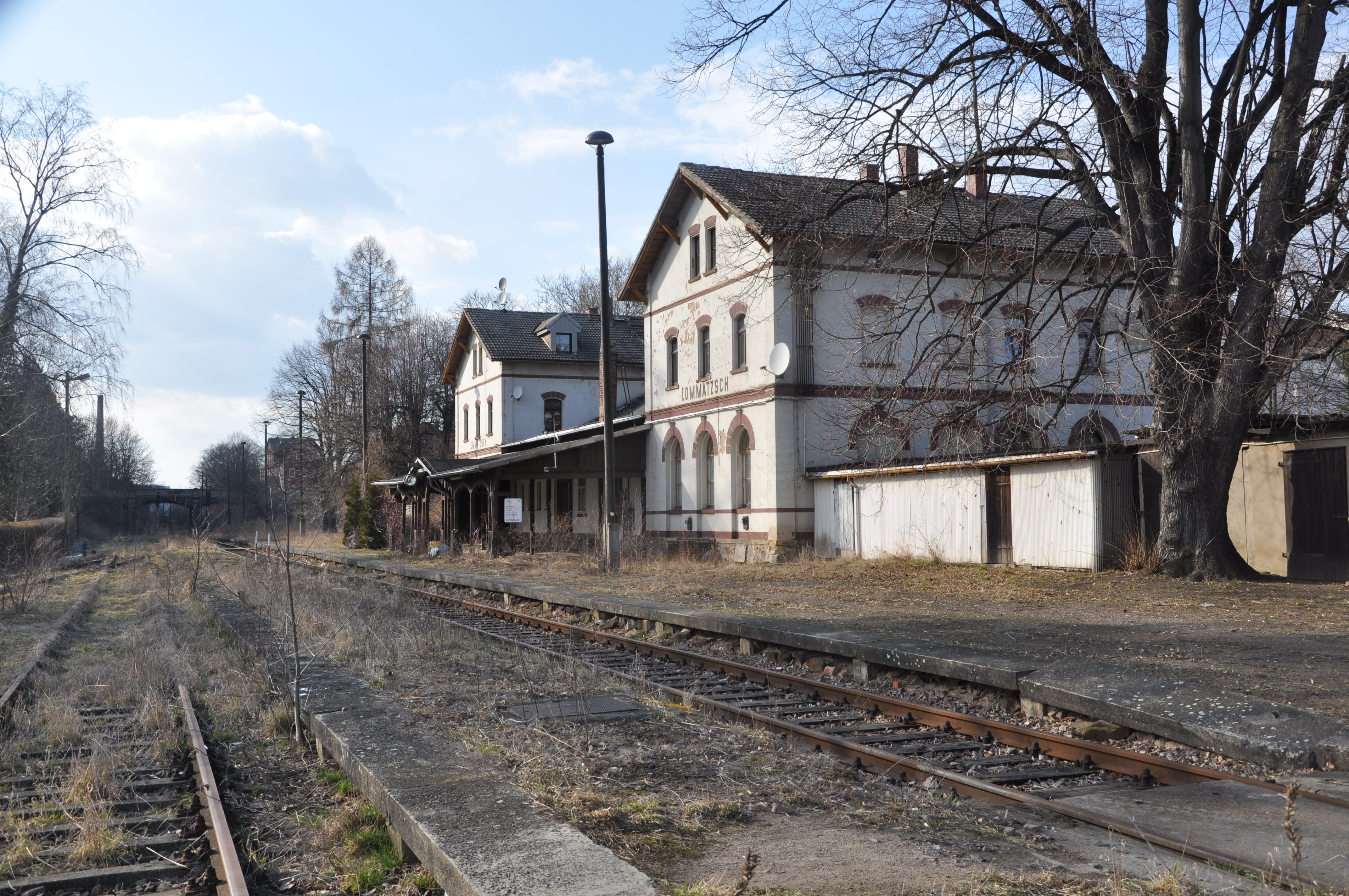
Bahnhof Lommatzsch, 2013; seit September 2014 im Besitz der NRE

Im August 2008 wurde die Nossen-Riesaer Eisenbahn-Compagnie GmbH mit dem Ziel gegründet, die überwiegend stillgelegte Bahnstrecke von Riesa nach Nossen vor dem Abriss zu bewahren und zu reaktivieren. Nachdem der Personenverkehr bereits 1998 auf der gesamten Strecke eingestellt worden war, stellte die DB nach einem Unwetterschaden 2002 auch den spärlichen Güterverkehr ab dem Tanklager Neubodenbach (Awanst. Rhäsa) in Richtung Riesa ein. In der Folge wurde die gesamte Strecke bis auf den Abschnitt Nossen-Awanst Rhäsa am 31. Dezember 2007 stillgelegt. Daraufhin stellte die DB Netz AG einen Antrag auf „Freistellung von Eisenbahnverkehrszwecken“ beim Eisenbahn-Bundesamt (EBA) für den betreffenden Abschnitt. Nachdem das EBA im Januar 2009 gegen eine Freistellung entschieden hatte, bewarb sich die NRE bei der DB Netz AG zur Übernahme des stillgelegten Streckenabschnitts. Nach langwierigen Verhandlungen konnte am 16. Januar 2014 schließlich ein Pachtvertrag abgeschlossen werden. Nach der Reaktivierung des ersten Streckenabschnitts von der Awanst Rhäsa bis zum ehemaligen Bahnhof Starbach verkehrte am 1. Juli 2014 der erste Zug vom örtlichen Getreidelager in Richtung Nossen und weiter zum Hafen Vierow an der Ostsee. Seit dem 1. Juni 2015 betreibt die NRE auch den Abschnitt vom Tanklager Neubodenbach (Awanst Rhäsa) nach Nossen und somit die gesamte Strecke.
Nachdem der Personenverkehr auf der unmittelbar anschließenden Bahnlinie Döbeln Hbf–Nossen–Meißen-Triebischtal am 12. Dezember 2015 eingestellt wurde, schrieb die DB Netz AG diese Strecke ebenfalls zur Übernahme durch Dritte aus. Nach Abschluss eines langfristigen Pachtvertrags und der Erteilung der Betriebsgenehmigung wird diese Strecke seit dem 16. April 2016 ebenfalls durch die NRE betrieben.
2012 erwarb die NRE das denkmalgeschützte Empfangsgebäude des Bahnhofs Nossen, in den Jahren 2014 und 2015 auch die Gebäude in Lommatzsch und Starbach.

## Strecken

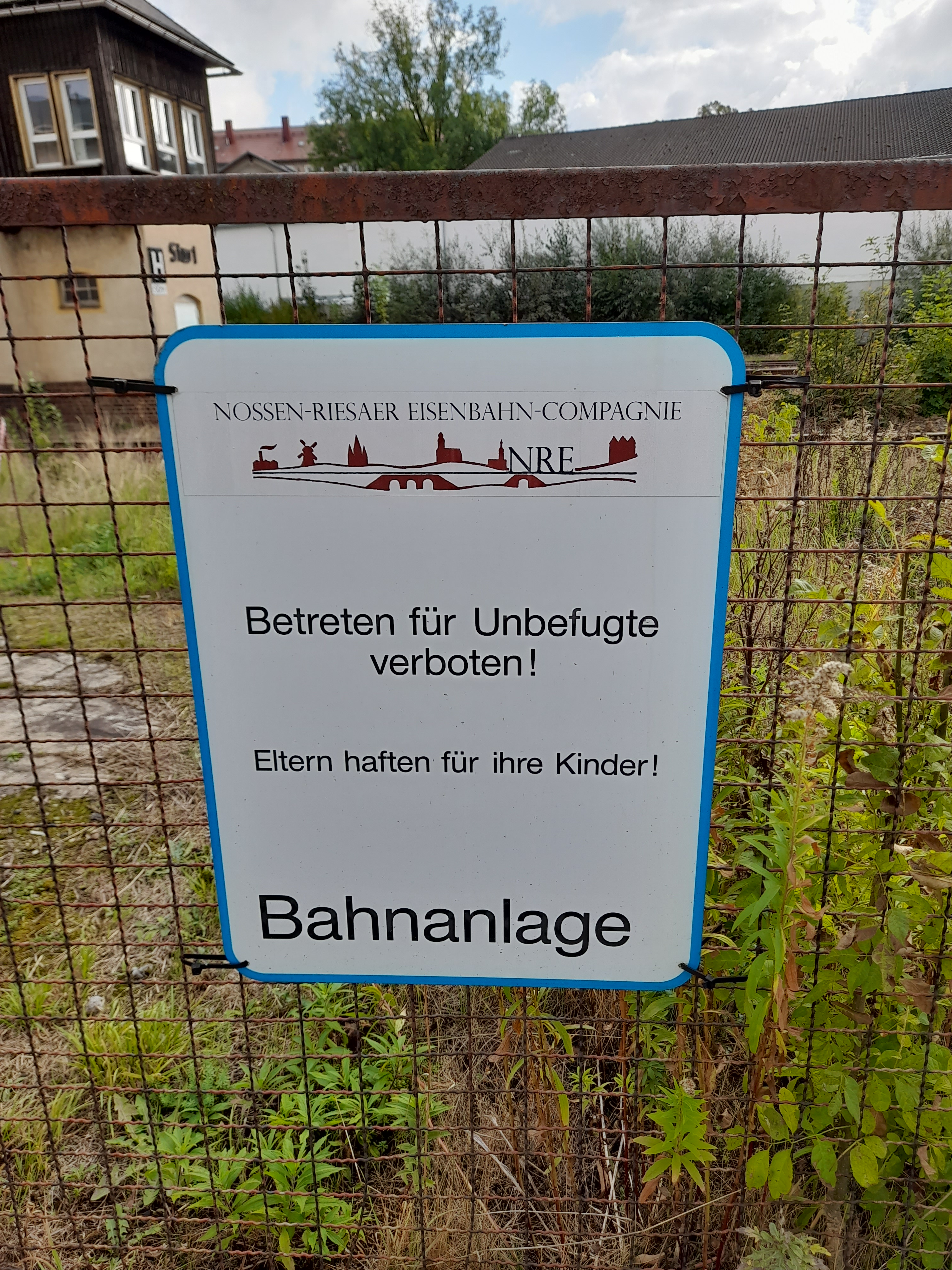
Bahnhof Nossen, Infotafel Nossen–Riesaer Eisenbahn–Compagnie

Die Nossen-Riesaer Eisenbahn-Compagnie betreibt folgende gepachtete Eisenbahnstrecken:
- VzG-Strecke 6386 Döbeln Hbf–Nossen–Meißen-Triebischtal
- VzG-Strecke 6613 Riesa–Nossen
- VzG-Strecke 6614 Nossen–Freiberg (seit 1. Juli 2023)[11]